# نعضة كهرمانية
نُعضة كهرومانية أو فلاكورة كهرمانية (الاسم العلمي:Flacourtia flavescens) هي نوع من النباتات تتبع جنس الفلاكورة من الفصيلة الصفصافية.